# Dekanat Medebach
Das Dekanat Medebach war ein Dekanat im Erzbistum Köln. Der älteste schriftliche Nachweis hierzu reicht bis ins 14. Jahrhundert zurück. 1821 wurde es zusammen mit anderen im südlichen Westfalen gelegenen Teilen des Erzbistums Köln dem Bistum Paderborn übertragen. Nach diversen Umorganisationen im 19. und 20. Jahrhundert und damit verbundenen räumlichen Veränderungen ging es im Jahr 1977 im Dekanat Bigge-Medebach auf.

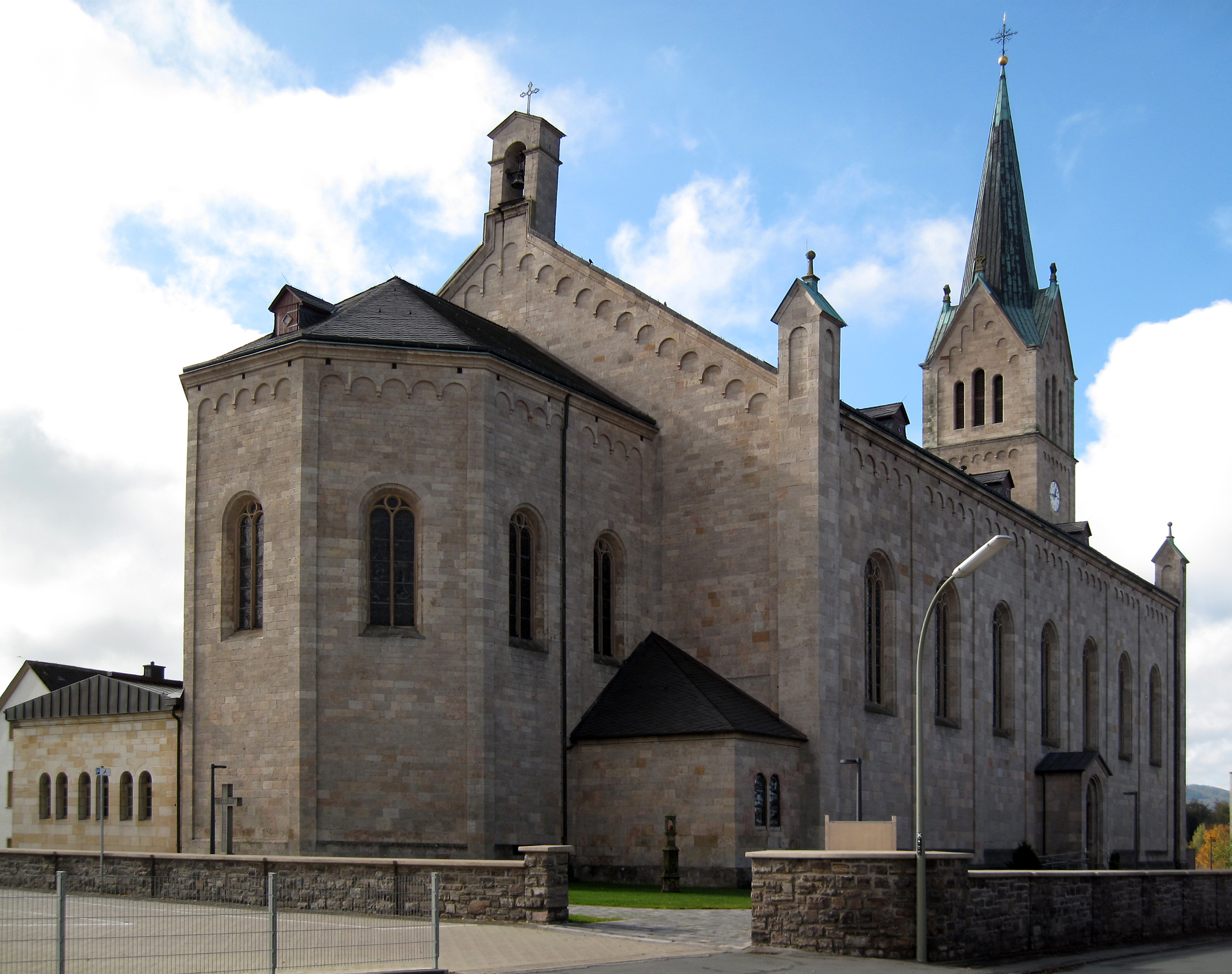
Pfarrkirche St. Peter und Paul Medebach

## Geschichte
Der älteste Beleg für die Existenz des Dekanates Medebach ist ein zu Anfang des 14. Jahrhunderts vorgenommener Eintrag im sogenannten „Liber Valoris“. Hierbei handelt es sich um eine der ältesten Aufstellungen der Pfarreien des Erzbistums Köln. Bei dem Dekanat Medebach sind acht Pfarreien aufgeführt, nämlich Deifeld, Düdinghausen, Eppe, Grönebach, Medebach, Merklinghausen (das später in die neugegründete Pfarrei Hallenberg überging), Münden (das später vom Dekanat abgetrennt wurde) und Züschen. In Folge der Gründung der Stadt Winterberg kam eine weitere Pfarrei hinzu. Neukirchen wurde als Pfarrei im 14. Jahrhundert gebildet. Das gilt auch für Hesborn, das zwischen 1332 und 1463 erstmals als selbständige Pfarrei bestand, später aber bis ins 18. Jahrhundert mit Züschen vereinigt wurde.
Im Mittelalter und der frühen Neuzeit gehörte das Dekanat Medebach zum Archidiakonat des Kölner Dompropstes. In der Reformationszeit erfolgte in manchen Pfarreien zeitweise eine Kirchenreformation. Diese wurde nach dem Erfolg der Gegenreformation im sogenannten Kölner Krieg nach und nach zurückgedrängt. Dabei erwies sich das im Dekanat gelegene Kloster Glindfeld als wichtiger und erfolgreicher Akteur. Als Anerkennung hierfür bestimmte der Kölner Erzbischof Maximilian Heinrich von Bayern im Jahr 1682, dass künftig der Prior von Kloster Glindfeld automatisch Dechant von Medebach sein sollte. Diese Regelung wurde bis zur Aufhebung des Klosters im Jahr 1804 beibehalten.
Im Jahr 1802 bestand das Dekanat aus den elf Pfarreien Altastenberg (1785 von Winterberg abgetrennt), Deifeld, Düdinghausen, Eppe, Grönebach, Hallenberg, Hesborn, Medebach, Silbach (das ursprünglich zu Grönebach gehörte), Winterberg und Züschen. 1821 wurde es im Rahmen einer Neuumschreibung der katholischen Diözesen in Deutschland nach dem Wiener Kongress durch die Bulle De salute animarum von Papst Pius VII. zusammen mit den anderen westfälischen Teilen des Erzbistums Köln ans Bistum Paderborn übertragen. 1832 wurde das Dekanat um die Pfarreien Assinghausen und Brunskappel erweitert. 1848 entstand die Pfarrei Neuastenberg durch Abpfarrung von Altastenberg und 1893 die Pfarrei Niedersfeld durch Abpfarrung von Grönebach. Das in der Reformationszeit protestantisch gewordene Korbach erhielt 1912 eine katholische Pfarrei durch Abpfarrung von Eppe.
Im Jahr 1913 lebten im Dekanat Medebach 17847 Katholiken und 15767 Andersgläubige.

## Gliederung
Das Dekanat Medebach entsprach räumlich in etwa dem älteren Amt Medebach. Es grenzte im Norden an das Dekanat Meschede, wozu später das Dekanat Brilon hinzukam. Im Osten und Süden bildete es die Grenze des Erzbistums Köln. Im Westen grenzte es an das Dekanat Wormbach. Durch diverse Angliederungen bzw. Abtrennungen verschiedener benachbarter Pfarreien im 19. und 20. Jahrhundert änderten sich seine Grenzen mehrfach, bis es im Jahr 1977 durch die Zusammenlegung mit dem Dekanat Bigge im neugegründeten Dekanat Bigge-Medebach aufging.
Heute bilden die Pfarreien des historischen Dekanats Medebach mehrere Pastorale Räume, die zu den Dekanaten Hochsauerland-Ost und Waldeck des Erzbistums Paderborn gehören.

## Liste der Dechanten
- 1629–1653 Everhard Brunhardt[2]
- 1653–1667 Petrus Henning
- 1667–1668 Johann Bonaventura Volmershausen
- 1668–1676 Johann Conradi
- 1677–1682 Petrus Henning
- 1682–1689 Winandus Vest
- 1689–1710 Petrus Cramer
- 1710–1719 Johann Leifert
- 1719–1762 Heinrich Kohle
- 1762–1796 Rudolf Lefarth
- 1796–1804 Heinrich Gerwin[3]
- 1812–1819 Laurentius Padberg[4]
- 1820–1852 Moritz Anton Leisten[5]
- 1895      Friedrich Anton Grimme[6]
- 1909      Ferdinand Schlinkert[7]